# Hebe Tien
Hebe Tien Fu-chen (田馥甄S, Tián FūzhēnP; Hsinchu, 30 marzo 1983) è una cantante, attrice e conduttrice televisiva taiwanese.
È conosciuta come membro del gruppo pop femminile taiwanese delle S.H.E.

## Biografia
Lo staff del programma TV 'Cruel Stage' ha incoraggiato Hebe Tien a partecipare alla sua gara televisiva per cantanti. Durante il primo round della gara, la sua voce ha iniziato ad interrompersi durante la canzone 'Return Home'. Hebe ha quindi deciso di cantare una canzone con un tono più basso nel round finale del programma. La canzone che scelse era quella della cantante di Singapore Kit Chan, "Loving You", in cinese "Xi Huan Ni" (喜歡你).
Tuttavia, visto che la canzone non le era completamente familiare, dimenticò circa 10 secondi del testo finale della canzone, e questo errore le costò tutta l'esibizione. Ciò nonostante, il produttore dello spettacolo apprezzò la sua forte personalità e la potenza vocale. Come risultato, Hebe fu invitata a far parte delle S.H.E, ed insieme a Selina Ren e Ella Chen fu messa sotto contratto dall'etichetta discografica taiwanese HIM International Music.
Nel 2014 ha ricevuto l'MTV Europe Music Award al miglior artista taiwanese.

## Assoli
- Durante la sua carriera con le S.H.E, Hebe ha cantato due assoli per il primo album della sua band, Girls Dormitory (女生宿舍 Nü sheng su she). I titoli delle canzoni erano "Too Much" e "Someone Loves You Instead of Me" (替我愛你 Ti wo ai ni).
- Hebe ha registrato due assoli per le colonne sonore di due drama taiwanesi; rispettivamente "Ferris Wheel" (摩天輪 Mo Tian Lun) per la colonna sonora di Reaching for the Stars (真命天女 Zhen ming tian nü), e Too Late (來不及 Lai Bu Ji) per la colonna sonora di Bull Fighting (鬥牛 , 要不要 Dou Niu Yao Bu Yao).
- Hebe ha cantato una versione modificata di Love Was Here (愛來過 Ai Lai Guo) per l'episodio 14 del drama Bull Fighting (鬥牛 , 要不要 Dou Niu Yao Bu Yao).
- Hebe pubblicherà il suo molto atteso album solista nel 2009, e tuttavia le S.H.E rimarranno un gruppo, senza scioglimenti in programma.[1]

## Duetti
- Hebe ha partecipato alla canzone dei Fahrenheit "Only Have Feelings For You" (只對你有感覺 Zhi Dui Ni You Gan Jue). La canzone era stata inizialmente registrata per la colonna sonora del drama Tokyo Juliet (東方茱麗葉 Dong Fang Zhu Li Ye), ma ha poi trovato posto nel primo album dei Fahrenheit, che è autointitolato.
- Il duetto di Hebe con i Fahrenheit è stato cantato in diversi concerti delle S.H.E, tra cui i più importanti sono stati quelli del tour 'Moving Castle' delle S.H.E. a Singapore nel 2007 e a Taipei nel 2006.
- Allo Sprite Music Hong Kong Awards del 2007, "Only Have Feelings For You" ha fatto guadagnare ai Fahrenheit e ad Hebe il premio come Miglior Duetto di Taiwan.
- Hebe ha duettato con la compatriota Sandee Chan, che l'ha scelta per la sua alta scala vocale. La canzone che hanno cantato insieme è "离别曲" o "Farewell Song", basata su una famosa melodia del compositore Fryderyk Chopin.[2]

## Assoli e duetti nei concerti
- Hebe ha suonato un assolo di batteria per i concerti del Perfect 3 World Tour.
- Hebe ha cantato anche diverse canzoni soliste per i concerti delle S.H.E, tra cui She's The One di Robbie Williams, "Xuan Mu" o 旋木 di Faye Wong, e  "Meng Xing Le" (夢醒了) di Na Ying, di cui più tardi è stata fatta una cover anche da Faye Wong.
- Hebe ha cantato "Gotta Love" (不得不愛 Bu de bu ai) con Wilber Pan durante gli spettacoli cinesi del Perfect 3 World Tour delle S.H.E.
- Durante l'esibizione dei Power Station al "The Wall Pub" di Taipei il 9 aprile 2009, Hebe ha cantato due duetti con i suoi colleghi.

## Filmografia
| Anno | Titolo                                                 | Ruolo                 | Lingua |
| ---- | ------------------------------------------------------ | --------------------- | ------ |
| 2007 | Bull Fighting (鬥牛，要不要)                           | Yi Sheng Xue (伊勝雪) | cinese |
| 2007 | The Lollipop Idol Drama (棒棒堂偶像劇)                 | (se stessa)           | cinese |
| 2005 | Reaching for the Stars (真命天女)                      | Shen Xiaorou (沈孝柔) | cinese |
| 2004 | A Disguised Superstar (冒牌天皇)                       | Hebe                  | cinese |
| 2004 | Happy New Year 2004 (新年快樂)                         | (se stessa)           | cinese |
| 2004 | Say Yes Enterprise: Cinderella (求婚事務所:麻雀變鳳凰) | An An (安安)          | cinese |
| 2002 | The Rose (薔薇之戀)                                    | Xiao Feng (曉楓)      | cinese |
| 2001 | Magical Love (愛情大魔咒)                              | Hu Sha Sha (胡莎莎)   | cinese |

## Apparizioni in TV ed esperienze da conduttrice
- Hebe è apparsa nella televisione taiwanese prima di diventare una celebrità, quando aveva 16 anni nel programma di Jacky Wu Guess Guess Guess, dove ha anche mostrato la sua abilità nel suonare il flauto.
- Hebe ha anche condotto 'Guess Guess Guess', come anche 'Happy Sunday' insieme alle sue compagne di band.

## Apparizioni in video musicali di altri artisti
- Hebe è apparsa le video musicale Cap Girl di Z-Chen, dove interpreta la protagonista femminile.
- Hebe è apparsa nel video musicale Tui Hou di Jay Chou (Retreat o 退後), tratta dal suo album Still Fantasy (依然范特西 Yi Ran Fan Te Xi).
- Hebe, infine, è apparsa nel video musicale di Sandee Chan "离别曲" o "Farewell Song".

## Composizioni musicali
- Nel terzo album delle S.H.E, The Genesis (美麗新世界 Mei Li Xin Shi Jie), Hebe ha scritto il testo della parte rap contenuta nella canzone 你快樂我隨意 Ni Kuai Le Wo Sui Yi.
- Nel decimo album delle S.H.E, Play, Hebe ha scritto il testo della canzone Say You Love Me (說你愛我 Shuo Ni Ai Wo).
- Nella colonna sonora originale del drama Bull Fighting (鬥牛 , 要不要 Dou Niu Yao Bu Yao), Hebe ha scritto il testo della canzone Not Enough Time (來不及 Lai Bu Ji).

## Spot pubblicitari
- Hebe è la portavoce ufficiale della azienda dentale svedese Nobel Biocare in tutta l'Asia.[3]

## Curiosità
- Hebe sa suonare il piano, che ha studiato per sette anni quando era una bambina.[4] Infatti, è lei stessa che suona l'assolo di pianoforte all'inizio del video musicale della canzone "What has happened to us" (我們怎麼了 "Wo men zen me le").
- Hebe recita nel drama di successo Bull Fighting (鬥牛 , 要不要 Dou Niu Yao Bu Yao), che ha come protagonisti maschili principali Mike He e Lee Wei. Hebe recita nei panni della figlia di un proprietario terriero.

Il drama si è felicemente concluso nella Cina continentale, a Taiwan, Hong Kong, Malaysia e Singapore, ed è anche disponibile in DVD dalla metà del 2008.
- Hebe è co-proprietaria, insieme a suo fratello maggiore, di un ristorante messico-americano che si chiama Sunny Day, nella sua città natale Hsinchu.[5]